# NGC 3400
NGC 3400 is een balkspiraalstelsel in het sterrenbeeld Kleine Leeuw. Het hemelobject werd op 11 april 1785 ontdekt door de Duits-Britse astronoom William Herschel.

## Synoniemen
- UGC 5949
- MCG 5-26-20
- ZWG 155.25
- PGC 32499